# Detumeszenz
Detumeszenz (lat. detumescere = abschwellen) bezeichnet das Abschwellen einer Geschwulst. Auch das Zurückfließen des Blutes nach einer Erektion wird als Detumeszenz bezeichnet. Dies tritt mit Abklingen der Neurotransmitter-Ausschüttung ein, die sekundären Botenstoffe durch Phosphodiesterasen (PDEs) abgebaut sind und die Erregung des Sympathikus mit der Ejakulation nachlässt.